# مقاطعة هاسكيل (أوكلاهوما)
مقاطعة هاسكيل (بالإنجليزية: Haskell County)‏ هي إحدى مقاطعات ولاية أوكلاهوما في الولايات المتحدة الأمريكية.

## أعلام
- بارني بيسلي